# Arnhemland-Grabfledermaus

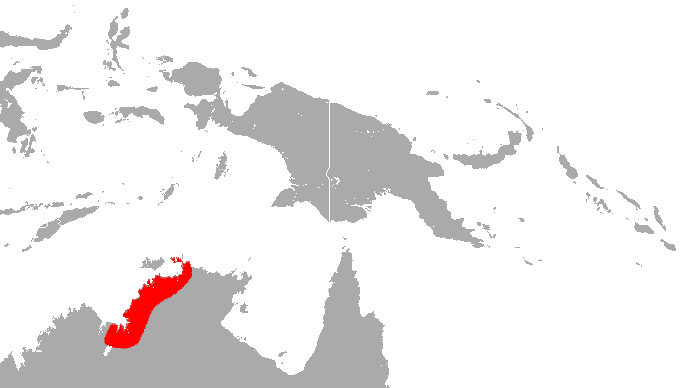
Verbreitungsgebiet der Arnhemland-Grabfledermaus.

Die Arnhemland-Grabfledermaus (Taphozous kapalgensis) ist ein Säugetier in der Familie der Glattnasen-Freischwänze, das im Norden Australiens vorkommt.

## Merkmale
Kennzeichnend für die Art ist das helle orangebraune Fell der Oberseite, im Gegensatz zum braunen, grauen oder schwarzen Fell anderer Gattungsmitglieder. Die Schwanzflughaut trägt nur wenige Haare in der Nähe des Anus. Wie bei anderen Vertretern der Familie sind die sackartigen Drüsen an der Halsflughaut gut entwickelt. Zusätzlich ist die sackförmige Drüse am Kehlkopf der Männchen deutlich. Bei Weibchen liegt diese Drüse in einer winzigen Falte. Die Arnhemland-Grabfledermaus erreicht eine Kopf-Rumpf-Länge von 75 bis 85 mm, eine Unterarmlänge von 57 bis 63 mm, eine Schwanzlänge von 20 bis 23 mm und ein Gewicht von 26 bis 30 g. Die durchschnittliche Länge der Hinterfüße beträgt 8 mm und die Ohren sind etwa 17 mm lang. In anderen morphologischen Merkmalen gleicht die Art anderen Grabfledermäusen.

## Verbreitung
Das Verbreitungsgebiet reicht vom Westen der Region Arnhemland im australischen Northern Territory bis in den Nordosten der Region Kimberley im Bundesstaat Westaustralien. Die Art lebt dort im Flachland. Sie hält sich in Flussauen, im Mangrovensumpf, in feuchten Wäldern und in kleineren Baumgruppen auf. Typische Pflanzen im Gebiet sind Corymbia papuana, Corymbia clavigera, Pandanus spiralis und Eucalyptus tectifica.

## Lebensweise
Bezüglich der Ruheplätze dieser nachtaktiven Fledermaus gibt es nur Vermutungen. Da in der Region Höhlen oder Felsspalten fehlen, wird angenommen, dass sie sich in Baumhöhlen versteckt. Laut Berichten der Aborigines schlafen die Tiere in Schraubenbäumen an der Blattunterseite. Die Jagd auf Insekten erfolgt über den Baumkronen oder in offenen Landschaften dicht über dem Boden oder über Wasserflächen. Die Arnhemland-Grabfledermaus fliegt schnell mit überraschenden Sturzflügen oder Richtungsänderungen. Dabei sendet sie 3 bis 7 Millisekunden lange Schreie zur Echoortung aus, deren Frequenz zwischen 22,9 und 25,5 kHz liegt. Zum Fortpflanzungsverhalten liegen keine Informationen vor.

## Bedrohungen
Mögliche negative Faktoren für die Arnhemland-Grabfledermaus sind Brände, die Einführung fremder Pflanzen im Verbreitungsgebiet sowie Wasserbüffel, die Bäume schädigen. Laut Einschätzung der IUCN stellen diese keine ernsten Gefahren dar. Die Art wird als „nicht gefährdet“ (least concern) gelistet.